# Levi Strauss
Levi Strauss, rodným jménem Löb Strauss (26. února 1829 – 26. září 1902), byl německo-židovský imigrant ve Spojených státech amerických, který založil první společnost na výrobu džín. Jeho firma Levi Strauss & Co. byla založena v roce 1853 v San Francisku v Kalifornii.

## Počátky
Levi Strauss se narodil jako Loeb Strauss v Buttenheimu ve Franckém regionu Bavorska v Německu otci Hirschi Straussovi a jeho ženě Rebecce (Haassové) Straussové. V 18 letech se Strauss s jeho matkou a dvěma sestrami vydali na cestu do USA, aby se přidali k jeho bratrům Jonasovi a Louisovi, kteří založili velkoobchod s textilem v New Yorku pod názvem J. Strauss Brother & Co. Od roku 1850 jej Strauss pojmenoval po sobě, Levi.
Rodina se rozhodla otevřít velkoobchod s textilem na západním pobřeží USA v San Francisku, které bylo obchodním centrem Kalifornie během Zlaté horečky.